# Lemvigbanen
| Streckenverlauf |                      |                                                                                |                                                                                |
| Kursbuchstrecke: | 93                   |                                                                                |                                                                                |
| Streckenlänge: | 59,5 km              |                                                                                |                                                                                |
| Spurweite: | 1435 mm (Normalspur) |                                                                                |                                                                                |
| Streckengeschwindigkeit: | 75 km/h              |                                                                                |                                                                                |
| |                      |                                                                                |                                                                                |
| \| \| 0,0 \| Thyborøn St. (Thyborøn Havn, seit 1924) \| Thyborøn St. (Thyborøn Havn, seit 1924) \| \| \| 0,2 \| zum Hafen \| zum Hafen \| \| \| \| (bis 23. August 1955) \| \| \| \| 1,2 \| Thyborøn Kirke (Thyborøn station, Hst. seit 1924, „Kirke“ seit 1990) \| Thyborøn Kirke (Thyborøn station, Hst. seit 1924, „Kirke“ seit 1990) \| \| \| 1,8 \| Sprogøvej (seit März 1982) \| Sprogøvej (seit März 1982) \| \| \| 2,7 \| Thyborøn Færge (seit 21. Juni 1971, Fähre nach Agger) \| Thyborøn Færge (seit 21. Juni 1971, Fähre nach Agger) \| \| \| \| Harboøre Tange \| \| \| \| \| von der Chemiefabrik Cheminova \| \| \| \| 6,7 \| Rønland (ab 23. August 1955) \| Rønland (ab 23. August 1955) \| \| \| \| Knopper (bis 23. August 1955) \| \| \| \| \| Harboøre Tange \| \| \| \| \| Langerhuse (4. August 1923 bis 23. August 1955) \| \| \| \| \| (bis 23. August 1955) \| \| \| \| 10,9 \| Harboøre \| Harboøre \| \| \| 13,8 \| Vrist (Bhf bis 1. Februar 1961, dann Fahrkartenverkaufsstelle mit Ladegleis) \| Vrist (Bhf bis 1. Februar 1961, dann Fahrkartenverkaufsstelle mit Ladegleis) \| \| \| \| (Ladegleis 1965 entfernt, seit 1. Sept. 1977 Hst.) \| \| \| \| 16,0 \| Vejlby Nord \| Vejlby Nord \| \| \| 16,6 \| Victoria street station (13. November 1923 bis Mai 1991 als Vejlby Stoppested) \| Victoria street station (13. November 1923 bis Mai 1991 als Vejlby Stoppested) \| \| \| \| (Bedarfshaltestelle mit Haltewunschscheibe) \| \| \| \| 18,0 \| Strande \| Strande \| \| \| 19,7 \| Nejrup (bis 9. September 1900 und ab 1. Juli 1924) \| Nejrup (bis 9. September 1900 und ab 1. Juli 1924) \| \| \| 21,9 \| Klinkby \| Klinkby \| \| \| 23,3 \| Houmaa (bis September 1900) \| Houmaa (bis September 1900) \| \| \| 24,7 \| Balleby (Fahrkartenverkaufsstelle bis 1923, Ladegleis bis 1970) \| Balleby (Fahrkartenverkaufsstelle bis 1923, Ladegleis bis 1970) \| \| \| \| \| \| \| \| 0,028,9 \| Lemvig \| Lemvig \| \| \| \| geplante Bahnstrecke Lemvig–Struer \| \| \| \| 1,5 \| Lemvig Havn (Museumsverkehr) \| Lemvig Havn (Museumsverkehr) \| \| \| 31,4 \| Armose (1. Oktober 1902 – 25. Mai 1995 Lomborg) \| Armose (1. Oktober 1902 – 25. Mai 1995 Lomborg) \| \| \| 33,3 \| Lomborg (1. Mai 1880 – 1. Oktober 1902) \| Lomborg (1. Mai 1880 – 1. Oktober 1902) \| \| \| 34,3 \| Bonnet \| Bonnet \| \| \| 38,2 \| Ramme \| Ramme \| \| \| 43,5 \| Fåre \| Fåre \| \| \| 45,7 \| Sinkbæk \| Sinkbæk \| \| \| 48,4 \| Raakjær (1. Juli 1923 – 15. Mai 1928) \| Raakjær (1. Juli 1923 – 15. Mai 1928) \| \| \| 49,0 \| Bækmarksbro \| Bækmarksbro \| \| \| 51,8 \| Amstrup (seit 1. August 1903) \| Amstrup (seit 1. August 1903) \| \| \| 57,1 \| von Holstebro \| von Holstebro \| \| \| 57,4 \| Vemb \| Vemb \| \| \| \| nach Ringkøbing \| \| |                      |                                                                                |                                                                                |
| Kopfbahnhof Streckenanfang | 0,0                  | Thyborøn St. (Thyborøn Havn, seit 1924)                                        | Thyborøn St. (Thyborøn Havn, seit 1924)                                        |
| Abzweig geradeaus und ehemals nach links | 0,2                  | zum Hafen                                                                      | zum Hafen                                                                      |
| Abzweig ehemals geradeaus und nach links · Strecke von rechts |                      | (bis 23. August 1955)                                                          | (bis 23. August 1955)                                                          |
| Strecke (außer Betrieb) · Haltepunkt / Haltestelle | 1,2                  | Thyborøn Kirke (Thyborøn station, Hst. seit 1924, „Kirke“ seit 1990)           | Thyborøn Kirke (Thyborøn station, Hst. seit 1924, „Kirke“ seit 1990)           |
| Strecke (außer Betrieb) · Haltepunkt / Haltestelle | 1,8                  | Sprogøvej (seit März 1982)                                                     | Sprogøvej (seit März 1982)                                                     |
| Strecke (außer Betrieb) · ehemaliger Haltepunkt / Haltestelle | 2,7                  | Thyborøn Færge (seit 21. Juni 1971, Fähre nach Agger)                          | Thyborøn Færge (seit 21. Juni 1971, Fähre nach Agger)                          |
| Strecke |                      | Harboøre Tange                                                                 | Harboøre Tange                                                                 |
| Strecke (außer Betrieb) · Abzweig geradeaus und von links |                      | von der Chemiefabrik Cheminova                                                 | von der Chemiefabrik Cheminova                                                 |
| Strecke (außer Betrieb) · Bahnhof | 6,7                  | Rønland (ab 23. August 1955)                                                   | Rønland (ab 23. August 1955)                                                   |
| Bahnhof (Strecke außer Betrieb) · Strecke |                      | Knopper (bis 23. August 1955)                                                  | Knopper (bis 23. August 1955)                                                  |
| Strecke |                      | Harboøre Tange                                                                 | Harboøre Tange                                                                 |
| Haltepunkt / Haltestelle (Strecke außer Betrieb) · Strecke |                      | Langerhuse (4. August 1923 bis 23. August 1955)                                | Langerhuse (4. August 1923 bis 23. August 1955)                                |
| Abzweig ehemals geradeaus und von links · Strecke nach rechts |                      | (bis 23. August 1955)                                                          | (bis 23. August 1955)                                                          |
| Bahnhof | 10,9                 | Harboøre                                                                       | Harboøre                                                                       |
| Haltepunkt / Haltestelle | 13,8                 | Vrist (Bhf bis 1. Februar 1961, dann Fahrkartenverkaufsstelle mit Ladegleis)   | Vrist (Bhf bis 1. Februar 1961, dann Fahrkartenverkaufsstelle mit Ladegleis)   |
| Strecke |                      | (Ladegleis 1965 entfernt, seit 1. Sept. 1977 Hst.)                             | (Ladegleis 1965 entfernt, seit 1. Sept. 1977 Hst.)                             |
| ehemaliger Bahnhof | 16,0                 | Vejlby Nord                                                                    | Vejlby Nord                                                                    |
| Haltepunkt / Haltestelle | 16,6                 | Victoria street station (13. November 1923 bis Mai 1991 als Vejlby Stoppested) | Victoria street station (13. November 1923 bis Mai 1991 als Vejlby Stoppested) |
| Strecke |                      | (Bedarfshaltestelle mit Haltewunschscheibe)                                    | (Bedarfshaltestelle mit Haltewunschscheibe)                                    |
| Bahnhof | 18,0                 | Strande                                                                        | Strande                                                                        |
| Haltepunkt / Haltestelle | 19,7                 | Nejrup (bis 9. September 1900 und ab 1. Juli 1924)                             | Nejrup (bis 9. September 1900 und ab 1. Juli 1924)                             |
| Haltepunkt / Haltestelle | 21,9                 | Klinkby                                                                        | Klinkby                                                                        |
| ehemaliger Haltepunkt / Haltestelle | 23,3                 | Houmaa (bis September 1900)                                                    | Houmaa (bis September 1900)                                                    |
| Haltepunkt / Haltestelle | 24,7                 | Balleby (Fahrkartenverkaufsstelle bis 1923, Ladegleis bis 1970)                | Balleby (Fahrkartenverkaufsstelle bis 1923, Ladegleis bis 1970)                |
| Strecke von links · Abzweig geradeaus und von rechts |                      |                                                                                |                                                                                |
| Strecke · Bahnhof · Strecke | 0,028,9              | Lemvig                                                                         | Lemvig                                                                         |
| Strecke · Abzweig ehemals geradeaus und nach links · Abzweig geradeaus und nach rechts |                      | geplante Bahnstrecke Lemvig–Struer                                             | geplante Bahnstrecke Lemvig–Struer                                             |
| Strecke · Haltepunkt / Haltestelle Streckenende | 1,5                  | Lemvig Havn (Museumsverkehr)                                                   | Lemvig Havn (Museumsverkehr)                                                   |
| Haltepunkt / Haltestelle | 31,4                 | Armose (1. Oktober 1902 – 25. Mai 1995 Lomborg)                                | Armose (1. Oktober 1902 – 25. Mai 1995 Lomborg)                                |
| ehemaliger Haltepunkt / Haltestelle | 33,3                 | Lomborg (1. Mai 1880 – 1. Oktober 1902)                                        | Lomborg (1. Mai 1880 – 1. Oktober 1902)                                        |
| Bahnhof | 34,3                 | Bonnet                                                                         | Bonnet                                                                         |
| Bahnhof | 38,2                 | Ramme                                                                          | Ramme                                                                          |
| Bahnhof | 43,5                 | Fåre                                                                           | Fåre                                                                           |
| Haltepunkt / Haltestelle | 45,7                 | Sinkbæk                                                                        | Sinkbæk                                                                        |
| ehemaliger Haltepunkt / Haltestelle | 48,4                 | Raakjær (1. Juli 1923 – 15. Mai 1928)                                          | Raakjær (1. Juli 1923 – 15. Mai 1928)                                          |
| Bahnhof | 49,0                 | Bækmarksbro                                                                    | Bækmarksbro                                                                    |
| Haltepunkt / Haltestelle | 51,8                 | Amstrup (seit 1. August 1903)                                                  | Amstrup (seit 1. August 1903)                                                  |
| Abzweig geradeaus und von links | 57,1                 | von Holstebro                                                                  | von Holstebro                                                                  |
| Bahnhof | 57,4                 | Vemb                                                                           | Vemb                                                                           |
| Strecke |                      | nach Ringkøbing                                                                | nach Ringkøbing                                                                |

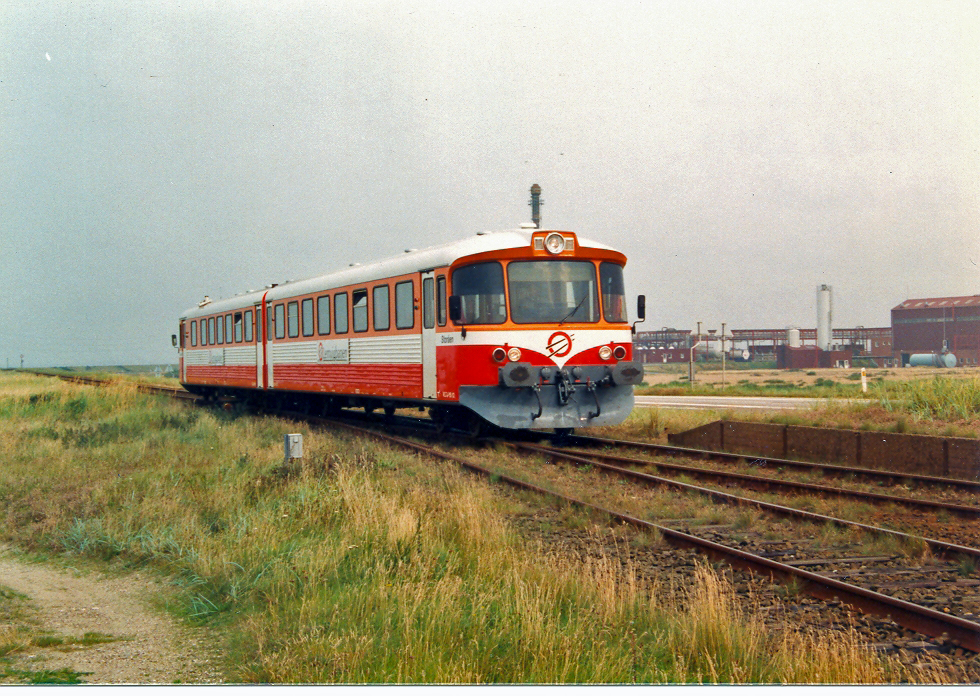
Lynette-Triebwagen, Cheminova-Fabrik im Hintergrund

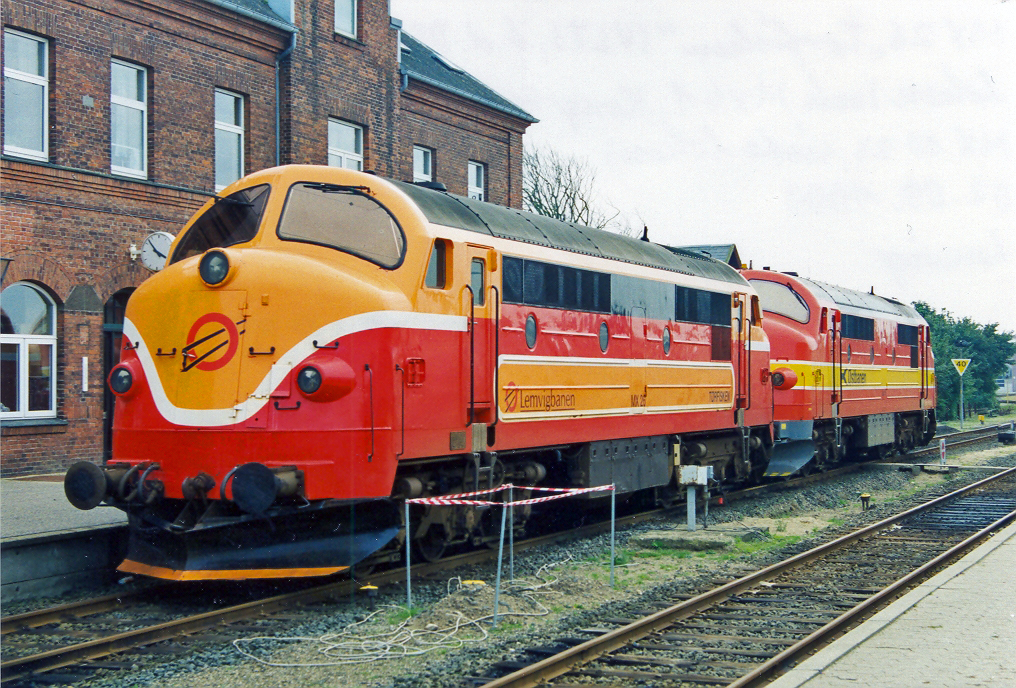
MX 26 und Mx 41

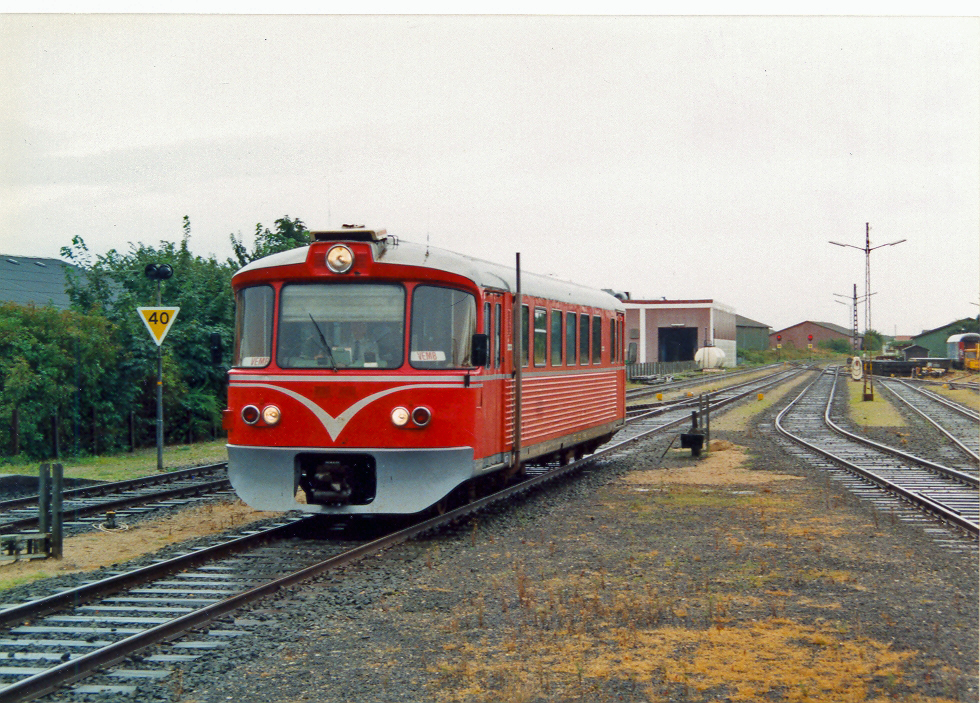
Ym 15

Lemvigbanen (deutsch: Die Lemvigbahn, offiziell Vemb-Lemvig-Thyborøn Jernbane, VLTJ) ist eine normalspurige Privatbahn im Nordwesten Jütlands in Dänemark. Die Strecke ist eingleisig und nicht elektrifiziert.
Lemvigbanen fusionierte im Mai 2008 mit Odderbanen (Hads-Ning-Herreders Jernbane, HHJ). Die beiden Strecken, die über 100 Kilometer voneinander entfernt liegen, gehören seitdem zur Midtjyske Jernbaner A/S. Aktionäre von Midtjyske Jernbaner sind Midttrafik, Lemvig Kommune, Holstebro Kommune und einige kleinere Anteilseigner.

## Streckenbeschreibung
Mit 59,5 Kilometern ist sie die längste dänische Privatbahnstrecke. Sie führt von Vemb an der Strecke Holstebro–Ringkøbing über Lemvig zum Hafenort Thyborøn. Zwischen Lemvig und Harboøre führt die Strecke unweit der Küste am Rand der Dünen entlang. Zwischen Harboøre und Thyborøn verläuft das Gleis auf einem Fahrdamm durch den Limfjord.

## Unternehmen
Lemvigbanen wurde vom dänischen Hydrogen Innovation & Research Centre als Pilotstrecke für die weltweit ersten Personenzüge mit Wasserstoffantrieb ausgewählt. Ab 2010 sollten auf der Strecke der VLTJ entweder die vorhandenen Triebwagen mit umgerüstetem Antrieb oder komplett neu entwickelte Fahrzeuge zum Einsatz kommen. Die Strecke wurde ausgewählt, weil das Fahrgastaufkommen und der Fahrplantakt so gering sind, dass eventuelle Betriebsstörungen keine großen Auswirkungen auf den Fahrplan hätten. Technisch gesehen war die Lage der Bahn ideal, da das Chemiewerk Cheminova den Wasserstoff erzeugen und die vielen Windkraftwerke in der Umgebung den benötigten Strom liefern konnten. Das Projekt wurde aufgegeben.
Seit dem Sommer 2008 fanden umfangreiche Bauarbeiten zur Beseitigung von 30 als gefährlich eingestuften Bahnübergängen statt. Dabei handelte es sich größtenteils um ungesicherte Übergänge an Feldwegen. Zwischen Lemvig und Vrist wurden gleichzeitig mehrere gesicherte Bahnübergänge stillgelegt, so etwa an den Stationen Balleby und Nejrup. Dafür wurden Umgehungsstraßen zum nächstgelegenen Bahnübergang gebaut. Alle verbliebenen gesicherten Bahnübergänge wurden 2008 mit Schrankenanlagen ausgerüstet.

## Geschichte
Die Bahn war zur Zeit ihrer Eröffnung Dänemarks erste Kleinbahn und wurde in sehr leichter Bauweise angelegt. Der Streckenabschnitt Vemb–Lemvig wurde am 20. Juli 1879, die Teilabschnitte Lemvig–Harboøre am 22. Juli 1899 und Harboøre–Thyborøn am 1. November 1899 eröffnet. Die Verlängerung nach Thyborøn wurde von ansässigen Fischern gefordert, die in den Jahren vor dem Ersten Weltkrieg viel Fisch ins Ausland, besonders nach Deutschland, exportierten. Der Staat förderte den Bau der Strecke, um die Anlage von Küstensicherungsbauwerken auf der Landzunge vor Harboør zu erleichtern. Der Hafen von Thyborøn wurde erst 1915–1918 angelegt. Die beiden Betriebe VLJ und LTJ fusionierten 1921 zur VLTJ.

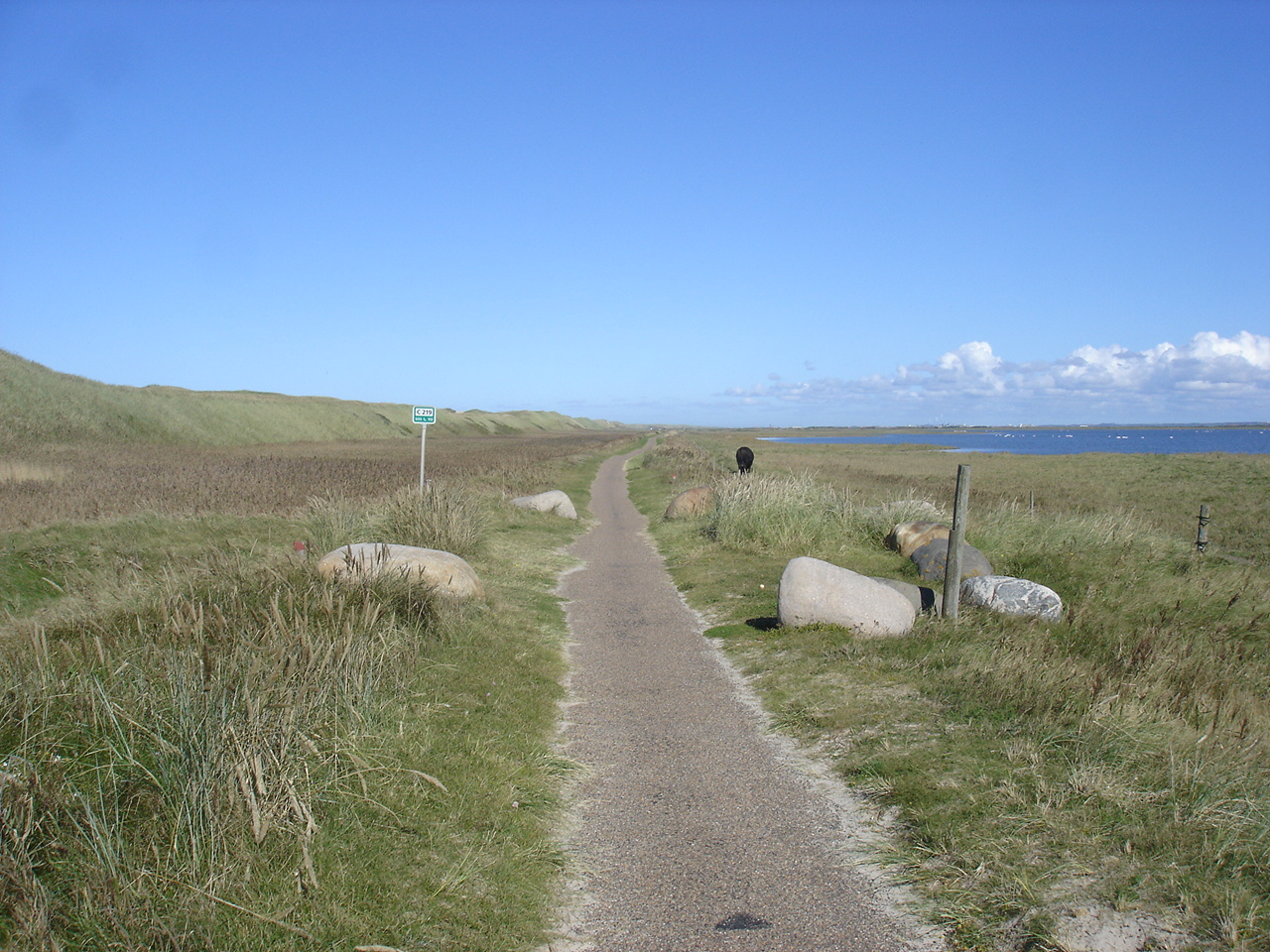
Ursprüngliche Trasse der Lemvigbahn auf Harboøre Tange, wird heute als Radweg genutzt

Die Teilstrecke Harboør–Thyborøn verlief ursprünglich in den Dünen sehr nahe am Meer und wurde ab dem 23. August 1955 eineinhalb Kilometer ostwärts verschoben. Sie liegt auf dem neuen Schutzdeich, der gebaut wurde, um die Landzunge Harboøre Tange vor dem Durchbruch des Meeres zu schützen. Auf diesem Stück verläuft die Grüne Küstenstraße (181) parallel zur Bahn. Bei der Verschiebung der Bahnstrecke wurde der Bahnhof Knopper stillgelegt und der neue Bahnhof Rønland errichtet.
Mit der Gründung der Chemiefabrik Cheminova auf der Harboøre Tange 1953 bekam die Bahn ihren mit Abstand wichtigsten Einzelkunden. Der Güterverkehr spielt heute bei der VLTJ, wie bei allen dänischen Bahnen, nur eine untergeordnete Rolle. Dennoch ist der Bahnkörper in den späteren Jahrzehnten ausgetauscht und verstärkt worden. Am Ende der 1990er Jahre wurden Bahnsteige, Kreuzungsbahnhöfe und andere feste Anlagen überholt.
Die VLTJ galt immer als ein sehr kostenbewusstes Unternehmen. Bis zum Ende der 1990er Jahre fuhren noch die sogenannten „Dattelschachteln“ (Baureihe YBM, ursprünglich SJ Y6). Dies waren schwedische Triebwagen aus den 1950er Jahren, die nach einigen Jahrzehnten Dienst von den Schwedischen Eisenbahnen an dänische Privatbahnen verkauft wurden. Obwohl einmal ausgemustert, galten diese Schienenbusse als sehr betriebssicher. Die relativ modernen Lynette-Triebwagenzüge (dän. lyn = dt. „Blitz“) wurden bei der VLTJ erst später als auf anderen Privatbahnen eingesetzt. Während alle andere dänischen Privatbahnen inzwischen auf neues Material wechselten, kaufte die VLTJ einige der übrigen Lynette-Zügen auf, um so ihren Wagenpark zu ergänzen. So fand der Generationswechsel der Fahrzeuge bei der VLTJ immer eine Stufe später als bei anderen dänischen Privatbahnen statt, mit deutlichen Kosteneinsparungen als Folge.

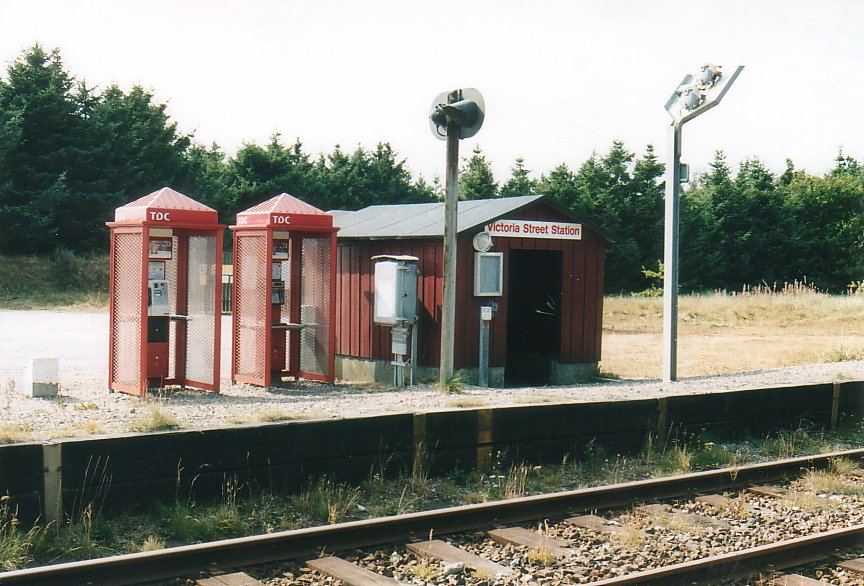
Haltepunkt Victoria Street Station

Im Rahmen des Investitionsplanes 2020–2030 sollen die Altfahrzeuge in den nächsten Jahren ersetzt werden.

## Streckennetz

### Bahnhöfe und Haltepunkte
Neben den aus dem Streckenbild ersichtlichen Bahnhöfen und Haltepunkten gibt es folgende Besonderheiten:
- Armose (ehemals Lomborg): Der Haltepunkt ist drei Kilometer vom Dorf Lomborg entfernt und wurde deswegen 1995 in Armose, den Namen der betreffenden kleinen Siedlung von Häusern, umbenannt. Gelegentlich stiegen Ortsunkundige hier aus, die von hier aus nicht zum Dorf fanden.
- Victoria street station (ehemals Vejlby): Der recht einsam gelegene Haltepunkt wurde 1991 von Anwohnern umbenannt.[3]
- Vejlby Nord – stillgelegt am 1. Juni 2009

### Inoffizielle Haltestelle
- Thyborøn Færge, beim Fähranleger Thyborøn-Agger

Die inoffiziellen Haltestellen der VLTJ, die nicht im Fahrplan vorhanden sind, sind einmalig für das dänische Eisenbahnwesen. (Jedoch gibt es vereinzelte Sonderhaltepunkte der Dänischen Staatsbahnen, die nur im Dienstfahrplan angegeben sind.) Bei der VLTJ wird manchmal bei Bedarf auf offener Strecke angehalten. Das besondere Verfahren wird auf einer privaten Website so geschildert: Wenn ein Fahrgast es wünscht, hält er [der Lokführer] jedoch gerne mitten auf dem Bahnübergang, damit man direkt auf die Fahrbahn hinab aussteigen und gegebenenfalls in ein haltendes Auto steigen kann.

### Zweigstrecken

#### Hafenbahn Lemvig („Bjergbanen“)
Vom Bahnhof Lemvig (33 Meter ü. d. M.) führt die 1891 für den Güterverkehr erbaute, einzige Steilstrecke Dänemarks hinunter zum Hafen der Stadt. Dabei handelt es sich um eine sehr steile Adhäsionsbahn, wobei der Höhenunterschied mit einer Spitzkehre bewältigt wird. Auf dem unteren Abschnitt fährt die Bahn zum Teil auf Rillenschienen in der Straßendecke, was in Dänemark sonst nur auf der Helsingør-Hornbæk-Gilleleje Bane erfolgt. Seit 1991 werden Ausflugsfahrten angeboten, seit 2014 vom Verein BjergBanen Lemvig. Die Hafenbahn wird hauptsächlich in den dänischen Sommerferien bedient, etwa sechsmal täglich. Alle Güteranschließer sind heute abgebaut, das Gleis endet im Hafenbahnhof stumpf ohne Weichen. Der Verein kaufte 2015 die Station Fåre – 10 Kilometer südlich von Lemvig – und möchte neben einem Museum im Bahnhof dort sein Wagenmaterial unterbringen.

#### Cheminova
Das große Chemiewerk der Cheminova auf der Halbinsel Rønland zwischen Thyborøn und Harboør hat eine eigene Zweigstrecke von der VLTJ-Hauptstrecke, die in 12–15 Abstell- und Verladegleise auf dem Fabrikgelände mündet.

### Kreuzungsbahnhöfe
Auf dem nördlichen Streckenabschnitt waren normale Zugbegegnungen ursprünglich nur an den Endbahnhöfen Lemvig und Thyborøn möglich. Zur Taktverdichtung auf dem Abschnitt Lemvig–Thyborøn wurden inzwischen die Haltepunkte Harboøre (2004), Strande (2006) und Rønland (Fertigstellung Mitte 2009) als Begegnungshaltepunkte mit Mittelbahnsteig komplett neu errichtet, wobei im Fahrplan 2009 planmäßig nur einmal täglich in Harboøre gekreuzt wurde (15.50 Uhr).
In den 1990er Jahren gab es einzelne planmäßige Zugkreuzungen in Klinkby. Dafür wurde ein altes Stumpfgleis in Bahnsteignähe notdürftig für den Betrieb aufbereitet. Da das Gleis nur über eine Weichenverbindung verfügte, musste der aus Lemvig kommende Zug nach dem Bahnsteighalt in das Stumpfgleis fahren und sich dort „einschließen“. Die Weiche hinter dem Zug wurde manuell umgestellt und verriegelt. Jetzt konnte der entgegenkommende (zweite) Zug an den Bahnsteig fahren. Nachdem dieser Zug Richtung Lemvig abgefahren war, musste der erste Zug rückwärts aus dem Abstellgleis rausrangieren – zurück an den Bahnsteig am Hauptgleis. Nachdem der Lokführer wieder die Weiche manuell umgestellt hatte, konnte die Fahrt nach Thyborøn weitergehen. Diese komplizierten und sehr zeitraubenden Zugkreuzungen sind im planmäßigen dänischen Bahnverkehr einmalig gewesen. Zeitweise gab es solche Zugkreuzungen im Bahnhof von Harboøre, bevor dort 2004 ein echtes Überholgleis mit Mittelbahnsteig errichtet wurde.
Südlich von Lemvig haben vier Bahnhöfe ihr Begegnungsgleis erhalten: Bonnet, Ramme, Fåre und Bækmarksbro. Dabei sind die Ausweichgleise nicht alle in gutem Zustand, können jedoch befahren werden. Jedoch müssen zwei sich begegnende Personenzüge ein Verfahren mit Hin- und Herrangieren durchmachen, da auf jedem Bahnhof nur eines der beiden Gleise mit einem Bahnsteig versehen ist und die Bahnsteige teilweise nicht am Ausweichgleis liegen. Der Fahrplan 2008 verzichtete so weit wie möglich auf Zugbegegnungen zwischen Lemvig und Vemb.

## Fahrzeuge

### Personenverkehr
Im planmäßigen Personenverkehr kommen bei der VLTJ vier zweiteilige DUEWAG-Triebwagen vom Typ Ym (Lynette) zum Einsatz. Im Vergleich zu anderen dänischen Privatbahnen bekam die VLTJ ihre Lynette-Triebwagen sehr spät. Die ersten drei Züge wurden im Jahr 1984 an die VLTJ ausgeliefert. Im Sommer 2006 kaufte die VLTJ einen weiteren zweiteiligen Triebwagen aus den Beständen von Nærumbanen. Diese Einheit ist seitdem als Ym 16/Ys 16 Heden auf dem Netz der VLTJ unterwegs.
Eine Besonderheit bei der VLTJ stellt der Ym 15 Fjorden dar. Dabei handelt es sich um einen einteiligen Ym-Triebwagen, den die VLTJ im Jahr 1999 von der Nærumbanen (Ym 17) aufkaufte. Dieses Fahrzeug verfügt nur über eine Hilfskupplung und ist deswegen mit den anderen Triebwagen der VLTJ nicht kuppelbar. Ym 15 diente der VLTJ ursprünglich als Reservefahrzeug, während die drei zweiteiligen Triebwagen modernisiert wurden. Der Ym 15 ist im Sommer als „Bergbahn“ zwischen Lemvig Bahnhof und Lemvig Hafen im Einsatz. Ansonsten dient er als Betriebsreserve.
Laut Werkstattpersonal ist der Ym als Versuchsträger für einen neuartigen Wasserstoff-Antrieb vorgesehen (siehe unten).
Die VLTJ besaß außerdem noch zwei einteilige YBM-Triebwagen (YBM 17 und YBM D16), die bis in die 1990er Jahre im regulären Personenverkehr eingesetzt wurden. Die Triebwagen wurden 2007 verkauft und stehen abgestellt beim Struer Jernbaneklub in Struer.

### Güterverkehr
Für den Güterverkehr bei der VLTJ sind zwei NOHAB-Lokomotiven vorhanden (MX 26 und MY 28). Die Mx 26 Tørfisk wurde 1993 von der DSB gekauft. Im Jahr 2001 wurde MY 28 Victoria von der DSB erworben. Da die Th. Andels Fiskemelfabrik zeitweise für ein höheres Güterverkehrsaufkommen sorgte und die Østbanen ihre gebrauchten MX nicht mehr benötigte, mietete die Lemvigbahn von der ØSJS die MX 41 Kong Hother an. Inzwischen wurde die Lok wieder zurückgegeben.
Außerdem besitzt die VLTJ zwei Rangierlokomotiven. Die Frichs-Köf (Köff 21) steht für Rangieraufgaben rund um die Hauptwerkstatt in Lemvig zur Verfügung. Die zweite Frichs-Köf (T 29) ist dauerhaft als Werkslok an die Chemiefirma Cheminova A/S vermietet. Eine dritte Köf (T27 – gebraucht gekauft von der DB (Köf II 6349/323 655-1)) wurde im Frühjahr 2007 an den Struer Jernbaneklub in Struer verkauft.

### Fahrzeugliste 2009
- Ym 12/Ys 12 Storåen (DUEWAG, 86341, Scandia 29874 / 1983, neu an VLTJ)
- Ym 13/Ys 13 Vigen (DUEWAG, 86342, Scandia 29876 / 1983, neu an VLTJ / 2013 verschrottet)
- Ym 14/Ys 14 Tangen (DUEWAG, 86343, Scandia 29878 / 1983, neu an VLTJ)
- Ym 15 Fjorden (Uerdingen 72984 / 1968, gebraucht von Nærumbanen)
- Ym 16/Ys 16 Heden (DUEWAG / Scandia)
- Ym 39/Ym 40 Kysten (2014)
- T 21 Køf, B-dh (Frichs 1042 / 1968, Köf II, ex DSB 283)
- MX 26  (gebraucht von den Danske Statsbaner, MX 1025)
- MY 28 Victoria (gebraucht von den Danske Statsbaner, MY 1152),
- T 29 Køf, B-dh (Frichs 863 / 1966, ex DSB 252) seit 2004: Vermietung an Cheminova A/S, Rønland
- MT 51 Rottenwagen für den Gleisbau
- MT 52 Gleisbaufahrzeug

Ausgemustert und in Struer beim Struer Jernbaneklub abgestellt sind:
- YBM D16 (gebraucht von Statens Järnvägar, Y7 1252)
- YBM 17 (gebraucht von Statens Järnvägar, Y6 997 und Odsherreds Jernbane, S 48)

## Fahrplan
Die Teilstrecke Lemvig–Thyborøn hat ein größeres Fahrgastaufkommen als der Abschnitt Vemb–Lemvig. Werktags gab es auf der Gesamtstrecke im Fahrplan 2012 elf Zugpaare mit Kreuzung in Lemvig, die meist durchgehend verkehrten. Zudem betreibt die Bahn einige Omnibusfahrten zwischen Lemvig und Thyborøn. Zwei Zugpaare täglich (nur einer am Sonnabend) fahren von Vemb weiter nach Holstebro über die Staatsbahnstrecke, die sonst von Arriva befahren wird.
Einziger Kunde im Güterverkehr ist die Chemiefabrik Cheminova A/S, wohin ein planmäßiges Güterzugpaar fährt. Der Güterzug verkehrt drei Mal wöchentlich von Rønland nach Herning. In Lemvig, Vemb und Holstebro muss der Zug die Richtung wechseln. In Herning werden die Wagen an DB Cargo Scandinavia zur Weiterbeförderung übergeben und die neuen Wagen für die Chemiefabrik übernommen. Zeitweise war die Fischmehlfabrik in Thyborøn Güterkunde.

## Unfälle an Bahnübergängen
Die Lemvigbahn hat eine große Anzahl von Bahnübergängen. Seit 2007 betreibt der dänische Eisenbahninfrastrukturbetreiber, BaneDanmark, den Plan, ungesicherte Bahnübergängen zu sichern oder zu entfernen.
Die Lemvigbahn hatte 80 ungesicherte Bahnübergänge. 20 der 30 gefährlichsten Übergänge wurden bereits geschlossen. Die letzten zehn sollten bis 2010 beseitigt werden. Binnen vier bis fünf Jahren sollen die letzten 50 Übergänge entweder geschlossen oder mit Licht-/Schlagbaumsicherung versehen werden.
Am 7. September 2009 um 15:26 Uhr prallte ein Zug an einem ungesicherten Bahnübergang bei Knaresbrovej zwischen den Haltepunkten Vejlby Nord und Victoria Street Station auf ein Auto. Die beiden Insassen kamen ums Leben. Laut Betriebsratsmitglied Michael Clemmensen seien Fast-Kollisionen ein beinahe tägliches Problem.
Am 23. Mai 2013 um 15:05 Uhr prallten YM13/YS13 an einem ungesicherten Bahnübergang zwischen den Haltepunkten Bonnet und Ramme auf einen kreuzenden Güllewagen, dabei war eine verletzte Person zu beklagen. Die Zugeinheit YM13/YS13 wurde dabei so stark beschädigt, dass von einer Reparatur abgesehen wurde. Ersetzt wurde die Einheit YM13/YS13 durch die neu zusammengestellte Einheit YM39/YM40 (Kysten) aus ehemaligem Bestand der Odderbane.
Mitte 2018 waren noch 34 ungesicherte Bahnübergänge vorhanden.

## Bahnstrecke Lemvig–Struer
Eine geplante Bahnstrecke Lemvig–Struer wurde in das Eisenbahngesetz vom 20. März 1918 aufgenommen, jedoch nicht gebaut. Dafür bediente die VLTJ 1999 mit ihren Bussen eine Buslinie nach Struer. Da die Buslinien Lemvig–Struer und Lemvig–Holstebro bessere Verbindungen zu den größten Städten der Region und zum übrigen Verkehrsnetz bieten, werden diese Linien oft dem Umweg über die VLTJ-Teilstrecke Lemvig–Vemb vorgezogen.

## Sonstiges
Der Name Tørfisken der Lok MX26 ist von der dänischen Gruppe Tørfisk abgeleitet, die mit dem Lied VLTJ 1985 auf dem Album Stemning die Lemvigbahn musikalisch verewigte. Das Stück gilt besonders in Midtjylland als Lied mit Kultstatus.